# Tarucus pitho
Tarucus pitho är en fjärilsart som beskrevs av Carl von Linné 1764. Tarucus pitho ingår i släktet Tarucus och familjen juvelvingar. Inga underarter finns listade i Catalogue of Life.